# جورج أ. دود
جورج أ. دود (بالإنجليزية: George A. Dodd)‏ هو عسكري أمريكي، ولد في 26 يوليو 1852 في مقاطعة ليكومينغ في الولايات المتحدة، وتوفي في 28 يونيو 1925 في أورلاندو في الولايات المتحدة.